# Bermejuela (uva)
La uva bermejuela es una variedad de fruto de la vid (Vitis vinifera), de bayas blancas. Se la conoce también con los nombres de Marmajuelo y Vermejuelo. Tiene racimos de tamaño medio, compactos. Las bayas son de tamaño mediano, forma elíptica y color amarillo-verdoso. Produce vinos de destacada acidez.
Según la Orden APA/1819/2007, de 13 de junio (BOE del día 21), la bermejuela o marmajuelo es una variedad de vid destinada a la producción de vino recomendada en Canarias. Es uva recomendada en las denominaciones de origen Gran Canaria y Tacoronte-Acentejo, y variedad permitida en las denominaciones de Abona, Valle de la Orotava e Ycoden-Daute-Isora.
- Datos: Q5726420